# Ilex chengkouensis
Ilex chengkouensis är en järneksväxtart som beskrevs av Chang Jiang Tseng. Ilex chengkouensis ingår i släktet järnekar, och familjen järneksväxter. Inga underarter finns listade i Catalogue of Life.